# Houédo-Aguékon
Houédo-Aguékon ist ein Arrondissement im Departement Atlantique in Benin. Es ist eine Verwaltungseinheit, die der Gerichtsbarkeit der Kommune Sô-Ava untersteht.

## Demografie und Verwaltung
Gemäß der Volkszählung von 2013 hatte Houédo-Aguékon 20.909 Einwohner, davon waren 10.513 männlich und 10.396 weiblich.
Von den 69 Dörfern und Quartieren der Kommune Sô-Ava entfallen acht auf das Arrondissement:
1. Domèguédji
2. Gblonto
3. Gbégodo
4. Gbagbodji
5. Ganviécomey
6. Gbégbomè-Ouèkèkomè
7. Gbessou
8. Sokomey